# Charles-François d'Hane de Steenhuyse
Charles François d'Hane de Steenhuyse (Brussel, 13 oktober 1830 - Manilla, 21 augustus 1888) was een Belgisch politicus voor de Liberale Partij en later de Meetingpartij.

## Levensloop

### Jeugd
D'Hane was een natuurlijke zoon van jonkheer Constant d'Hane de Steenhuyse (1790-1850), luitenant-generaal en minister van Oorlog onder regent Erasme Louis Surlet de Chokier, hoofd van het militair huis van koning Leopold I, verwekt bij Cecile Vannes, een ballerina van de Muntschouwburg. Constant bleef ongehuwd en in 1846 erkende hij zijn natuurlijke zoon, die tot dan de naam van zijn moeder had gedragen. Hij was de enige erfgenaam toen zijn vader overleed en werd hierdoor een welvarende burger. Ook al was hij niet van adel, hij droeg dan toch een prestigieuze naam, die deuren opende en waarvan hij vanaf 1887 de enige overblijvende mannelijke naamdrager was.
Hij trouwde met Marie-Anne Lerat en ze kregen vier kinderen. Hij ging in Kontich wonen en kocht er in 1852 het buitengoed Beukenhof aan. Hij bouwde er een neoclassicistisch kasteel, waar hij maar korte tijd bleef wonen. Kort na de voltooiing van de bouw verhuurde hij het kasteel aan een familie Lenz die het uitbatte als herstellingsoord en in 1860 verkocht hij het aan de melkerijuitbater Emmanuel Henricus Koelman. In de korte tijd dat hij in Kontich woonde, was de rusteloze Charles-François d’Hane-Steenhuyse vooral actief in het muziekleven. Hij organiseerde muziekuitvoeringen, stond aan de wieg van een koormaatschappij en werd directeur van de plaatselijke harmonie.
Avontuurlijk ingesteld vertrok hij einde 1852 of in 1853 met vrouw en eerstgeboren zoon naar Zuid-Amerika. Hij ging er prospecteren naar handelspartners. In Chili, Uruguay en Argentinië zocht hij mogelijkheden om, in samenwerking met plaatselijke zakenlieden, een uitgestrekte landbouwkolonie te stichten, die zou worden uitgebaat met de hulp van Belgische emigranten. Hij vond echter onvoldoende middelen en keerde naar Europa terug. Hij bleef ervan overtuigd dat kolonisatieprojecten, gekoppeld aan bevolkingsemigratie, gunstige effecten zouden hebben op de Belgische economie. Daarom ontwikkelde hij in de daaropvolgende jaren plannen waarvoor hij de steun van de Belgische regering hoopte te verwerven. In 1860 ijverde hij voor een project in La Plata, dat hij wilde realiseren onder de auspiciën van de Société de Colonisation et de Commerce belge. In 1860 stelde hij zijn plannen voor aan Charles Rogier, maar de Regering-Rogier II weigerde financiële steun te verstrekken.

### Professionele carrière
In mei 1859 werd hij lid van de Liberale Associatie in Antwerpen. Begin 1860 verhuisde hij van Kontich naar Antwerpen, en werd politiek actief. Datzelfde jaar werd hij verkozen tot provincieraadslid op de radicale en jonge liberale lijst. Hij voerde mee campagne voor een herziening van de onderwijswet van 1842 en voor de laïcisering van het onderwijs. Vanaf 1861 discussieerde hij mee over de omstreden plannen van de regering voor de aanleg van een fortengordel rond de stad. Hij werd een vurig tegenstander, voerde de oppositie aan tijdens meetings en werd voorzitter van de 'Commissie der Krijgsdienstbaarheden'. Het dispuut leidde tot een polarisering in Antwerpen en een strijd tussen de stad en de regering. De oprichting van de Meetingpartij, een hoofdzakelijk katholieke organisatie, was er het gevolg van. D'Hane trad tot de partij toe en werd door de Liberale Associatie uitgesloten. Hij zou zich hardnekkige vijandschappen op de nek halen door zijn oppositie tegen de fortenbouw. Een ervan was generaal Henri Alexis Brialmont, groot pleitbezorger voor de forten rond Antwerpen, die d'Hane afdeed als een 'farceur'. In april 1861 trok d'Hane-Steenhuyse voor een half jaar naar La Plata om de uitvoering van zijn project verder te onderzoeken. Bij zijn terugkeer toonde de regering nog steeds geen belangstelling. Daarom richtte hij zich na 1865 tot koning Leopold II. Via zijn kabinetschef Jules Devaux liet de koning weten dat hij welwillend stond tegenover het initiatief. Vervolgens publiceerde d'Hane-Steenhuyse de brochure Société de Colonisation et de Commerce belges. Établissements à former sur les rives de la Plata, du Parana, de l’Uruguay ou du Rio Salado. Ondanks de steun van de koning kwam het project niet van de grond.
In 1862 werd hij voor de Meetingpartij verkozen in de Antwerpse gemeenteraad en in 1863 werd hij schepen, wat hij bleef tot in 1872. Op 8 juni 1863 werd hij verkozen tot katholiek volksvertegenwoordiger, een mandaat dat hij vervulde tot in 1873. De twee broers van zijn vader, Charles d'Hane de Steenhuyse en Jean-Baptiste d'Hane de Steenhuyse, die beiden in de Kamer hadden gezeteld, kon hij er niet meer ontmoeten, want ze waren allebei in 1858 overleden. Hij verdedigde in het parlement de belangen van Antwerpen en verklaarde zich ook voorstander van het algemeen stemrecht. Hij pleitte ook voor een hervorming van het consulaire corps, om via de consuls de Belgische handelsbelangen in het buitenland te versterken. De nodige budgetten die hij hiervoor voorstelde, werden echter verworpen. D'Hane-Steenhuyse bleef zich inspannen. In 1871 klopte hij op het ministerie van Buitenlandse Zaken aan bij de secretaris-generaal baron Auguste Lambermont en bij de minister Jules Joseph d'Anethan, die hij hoopte te overtuigen. Maar de consul-generaal in Buenos Aires, Charles Pecher, stak er een stokje voor door d’Anethan op zijn hoede te stellen. Volgens hem onderschatte d'Hane de gevaren van bevolkingsemigratie. Er kwam opnieuw geen steun van de overheid.
In dezelfde periode vond d'Hane aansluiting bij de aardrijkskundige beweging. In 1869-1871 nam hij deel aan de organisatie van het eerste internationaal aardrijkskundig congres dat op initiatief van enkele geografen in Antwerpen werd gehouden. In afwezigheid van de zieke burgemeester Jozef Cornelis Van Put leidde d'Hane de voorbereidende vergaderingen en wierp hij zich op als de échte voorzitter van het congres. Hij zorgde ervoor dat ook expansionistische thema's aan bod kwamen. Ook na het congres bleef hij de bijeenkomsten van het congrescomité voorzitten. Op het tweede congres in 1875 in Parijs stond hij aan het hoofd van de Antwerpse delegatie. In de openingsrede die hij mocht houden, kende hij aan de geografische discipline een uitgesproken materialistisch en utilitair karakter toe, in dienst van de economische expansie. Hij ijverde verder voor zijn ideeën in België. De kern van zijn betoog, was de vraag of Belgiës welvaart moest afhangen van commissiehandel – zoals het de gewoonte was sinds de onafhankelijkheid – of dat men meer gebaat was met directe handel, met name grote trafieken van Belgische industriële producten naar verre bestemmingen, ondersteund door Belgische handelsposten en door een nationale handelsvloot. Hij verdedigde het tweede alternatief.

### Levenseinde
In 1878-1879 ondernam d'Hane-Steenhuyse nieuwe pogingen, ditmaal in de richting van de politieke wereld. Hij kreeg morele steun van de Kamers van Koophandel van Charleroi en Luik en schouderklopjes van bevriende geografen. Hij slaagde erin zijn project te doen bespreken in de bevoegde commissies van de Kamer van volksvertegenwoordigers en de Senaat. De Senaatscommissie nam zijn argumenten over en steunde het project, maar de Kamer concludeerde in negatieve zin. Het gevolg was dat de Regering-Frère-Orban II het verzoek voor ondersteuning opnieuw klasseerde. Toen hij het parlement verliet, ging hij voortaan in Oostende en in Brussel resideren. In de hoofdstad stichtte hij met enkele notabelen in 1876 de Société royale belge de Géographie. Bij de oprichting hield hij er een voordracht met als titel: Histoire du Commerce. Recherche de débouchés nouveaux pour le commerce belge. In mei 1879 nam hij in Parijs deel aan de conferentie over de aanleg van het Panamakanaal.
Hij bleef zich actief inzetten voor de behartiging van de Belgische handelsbelangen en hij werd in mei 1885 benoemd tot consul-generaal in Manilla. Hij reisde onmiddellijk af en zond regelmatig rapporten, die werden gepubliceerd in de Recueil consulaire. De informatie werd geapprecieerd en als precies ervaren, met veel aandacht voor geografische gegevens. Ziekte overviel hem en weldra overleed hij.